# Vente Venezuela
Vente Venezuela (Kürzel: Vente)(spanisch für Komm (hierher)) ist eine liberale politische Partei in Venezuela und Mitglied des lateinamerikanischen liberalen Netzwerks Red Liberal de América Latina (RELIAL). Vente wurde im Jahr 2012 von der Oppositionspolitikerin María Corina Machado gegründet. Die Partei gehört zum venezolanischen Wahlbündnis Mesa de la Unidad Democrática (MUD).